# 戶栗郁子
戶栗郁子（英語：Iva Ikuko Toguri D'Aquino，日语：／ Toguri Ikuko，1916年7月4日—2006年9月26日）是一名日裔美國播音員和廣播節目主持人，在第二次世界大戰期間，她參加了東京廣播電台向南太平洋盟軍部隊傳送的英語廣播節目《零點時刻》，因此被暱稱為「東京玫瑰」。

## 生平
戶栗郁子出生於美國加州洛杉磯，為日裔美國人，(戶栗的父親在日本山梨縣出生，母親在日本東京都出生，年輕時移民美國 )，戶栗郁子畢業於加州大學洛杉磯分校。在第二次世界大戰時曾擔任東京廣播電台（今NHK）的播音員，暱稱為「東京玫瑰」。
她在1941年7月前往日本探親，預定逗留半年，但習慣美式生活方式和教育長大的郁子無法適應日本生活，曾多次寫信給父母表示想提前回美國。但同年12月爆發了珍珠港事變，她要返回美國需要申請乘坐戰時交換船，不過當時美國也開始囚禁日裔美國人（她的母親在前往集中營的途中因病去世），因此她無法回國而滯留在日本。
滯留日本期間，特高警察多次對她施壓，要求她歸化日本國籍，但郁子一直拒絕歸化，不放棄美國國籍。但為了維持生活，她四處尋找生計，同時另外尋找機會離開日本。她先在同盟通信社找到了一份打字員的工作，之後改在東京廣播電台工作。後來，因為她說得一口流利地道的英語，而被派去做編輯工作。日軍指派她擔任播音員，專責對美軍心理戰喊話，企圖勾起美軍的鄉愁和引起他們對长官的怨恨。戶栗郁子的定期節目叫做《零點時刻》，而她溫柔、機智、詼諧、幽默的播音風格極受美軍歡迎，也成為太平洋戰場上最受歡迎的一個節目。
在1945年7月，郁子與長期同居的同盟通訊社員，日裔葡萄牙人菲利普·達基諾（Felipe D'Aquino）結婚（葡萄牙當時為中立國，因此其公民可以前往不同勢力國家工作）。
日本宣佈投降後，郁子接受美國戰地記者的獨家專訪，她在鏡頭前承認自己就是「東京玫瑰」，不過引起了日美兩國媒體的強烈關注並爭相採訪她。為此因沒有遵守「獨家專訪」，前述的戰地記者沒有支付她2,000美元的酬勞（相當於現時600萬日圓，在當時亦能在東京購置一座房屋）。
1949年10月6日，美國以叛國罪逮捕和審判戶栗郁子，判其10年有期徒刑和1萬美元罰金，同時剝奪美國國籍。入獄6年後，她作為「東京玫瑰」的身份出現疑點，因此獲釋。1977年，她獲美國總統杰拉尔德·福特特赦，恢復美國公民身分。2006年1月，基於她「身處困頓時仍不肯捨棄國籍」的愛國行為，美國退伍軍人協會以愛國市民的身分表揚了戶栗郁子。
2006年9月26日，戶栗郁子在芝加哥逝世，終年90歲。

## 外部連結
- EarthStation1: Orphan Ann Broadcast Audio （页面存档备份，存于）
- Mug shots of D'Aquino （页面存档备份，存于）, thesmokinggun.com
- The Legend of Tokyo Rose （页面存档备份，存于） book chapter by Ann Ellizabeth Pfau
- 陳渠蘭【二次世界大戰間諜秘史】 （页面存档备份，存于）